# Ruta Nacional 237 (Argentina)

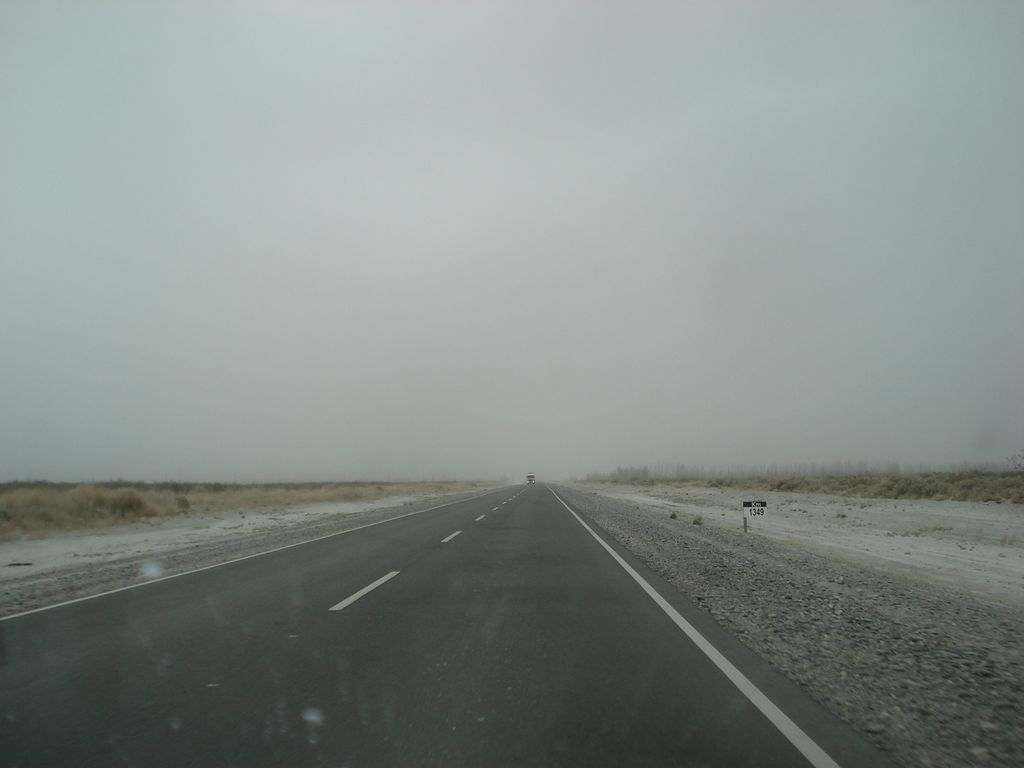
Visibilidad reducida por la caída de cenizas en la ruta 237 a la altura de la localidad de Picún Leufú en la provincia del Neuquén, Argentina.

La Ruta Nacional 237 es una carretera argentina asfaltada, que se encuentra en el este de la provincia del Neuquén, uniendo la Ruta Nacional 22 con la Ruta Nacional 40 en las cercanías del lago Nahuel Huapi. Su extensión es de 361 km.
Esta ruta es paralela al río Limay, encontrándose en su margen izquierda.

## Localidades
Las ciudades y pueblos por los que pasa esta ruta de noreste a sudoeste son los siguientes (los pueblos con menos de 5000 habitantes figuran en itálica).

### Provincia del Neuquén
Recorrido: 361 km (km 1270 a 1631).
- Departamento Confluencia: Arroyito (km 1270) y Villa El Chocón (km 1296)
- Departamento Picún Leufú: Picún Leufú (km 1352)
- Departamento Collón Curá: Piedra del Águila (km 1445) y acceso a Villa Rincón Chico (km 1451)
- Departamento Los Lagos: Confluencia (km 1581)

## Historia
Antiguamente esta ruta tenía 431 km extendiéndose desde la mencionada ruta 22 hasta el Paso Internacional Pérez Rosales, en el límite con Chile, pasando por San Carlos de Bariloche.
El camino se interrumpía en Puerto Pañuelo, al oeste de Bariloche, y continuaba en Puerto Blest, a orillas del brazo homónimo del Lago Nahuel Huapi. Volvía a interrumpirse en Puerto Alegre, a orillas del lago Frías y continuaba en Puerto Frías hasta el límite internacional.
Los últimos tramos que se construyeron en la Ruta Nacional 237 para que la ciudad de San Carlos de Bariloche tuviera acceso pavimentado desde la ciudad de Neuquén fueron: los 48 km de Arroyo Carbón a Arroyo Corral, construido en 11 meses, el tramo Arroyo Corral a Río Limay, construido en el mismo lapso de tiempo y Río Limay a Bariloche, construido en 14 meses. La ceremonia de inauguración tuvo lugar el 19 de noviembre de 1969.
Como la Ruta Nacional 237 todavía tenía tramos de tierra, el acceso desde la ciudad de Neuquén se realizaba por un camino más largo: la Ruta Nacional 22 hasta Zapala y luego por la Ruta Nacional 40 hacia el sur hasta el empalme con esta ruta. La Ruta Nacional 237 se terminó de pavimentar en la primera mitad de la década de 1970, finalizandose en agosto de 1974.
Con la construcción del Embalse de Alicurá sobre el río Limay, hubo que cambiar la traza de la Ruta Nacional 237 en una extensión de 40 km entre Pampa de Alicurá y Confluencia.
La Ley Provincial 2.135 de Río Negro vigente desde el 9 de enero de 1987 convalidó el Convenio suscripto entre la Dirección Nacional de Vialidad y Vialidad Provincial por la que la ruta al oeste del acceso al aeropuerto de San Carlos de Bariloche (km 1638-1676) pasaba a jurisdicción provincial. Este camino se muestra en color morado en el mapa adjunto.
Con el cambio de traza de la Ruta Nacional 40 en noviembre de 2004, el tramo al noreste del acceso al aeropuerto de Bariloche forma parte de la Ruta Nacional 40. Este tramo se muestra en color verde en el mapa adjunto.
El 12 de octubre de 2012, con los cambios en las Rutas Nacionales 40, 234 y 231, la ruta se lo extendió hasta el cruce con la Ruta 40 (ex 231). siendo inauguradas por el gobernador de Río Negro, Alberto Weretilneck.